# B-17 Flying Fortress (videogioco)
B-17 Flying Fortress è un simulatore di volo prodotto dalla MicroProse che dà al giocatore la possibilità di muoversi all'interno dell'aereo Boeing B-17 Flying Fortress e di assumere il controllo di ogni parte di esso, ogni componente dell'aereo è completamente gestibile.
Durante le missioni è possibile decidere se pilotare l'aereo, occuparsi della navigazione su carta oppure occuparsi di una delle 7 postazioni di mitragliamento come è possibile occuparsi dell'aspetto fondamentale di tutto l'aereo, la postazione di bombardamento.
Importante è, però, occuparsi dell'intero equipaggio dell'aereo, che risentirà della stanchezza e dei danni riportati dal velivolo.
Le carte militari sono complete di segnalazioni per le postazioni antiaeree e delle zone di pattugliamento dei caccia della Luftwaffe.
È possibile organizzare la propria missione a seconda delle scelte tattiche del giocatore nella più completa libertà.